# Campionato italiano di beach soccer 2023 - Poule Promozione

## Date
| Fase             | Turno         | Data              |
| ---------------- | ------------- | ----------------- |
| Poule Promozione | Prima tappa   | 1-2 giugno 2023   |
| Poule Promozione | Seconda tappa | 23-25 giugno 2023 |
| Poule Promozione | Terza tappa   | 8-9 luglio 2023   |

## Squadre
- Bologna
- Cagliari
- Chiavari
- FVG
- Genova
- Naxos
- Sicilia
- Vastese

## Risultati

### 1ª tappa
| Squadra 1   | Risultato   | Squadra 2   |
| 1ª giornata | 1ª giornata | 1ª giornata |
| ----------- | ----------- | ----------- |
| FVG         | 6 - 2       | Naxos       |
| Vastese     | 5 - 6 (dts) | Sicilia     |
| Bologna     | 5 - 6       | Chiavari    |
| Cagliari    | 6 - 5       | Genova      |
| 2ª giornata |             |             |
| Naxos       | 9 - 3       | Bologna     |
| Sicilia     | 4 - 5       | Cagliari    |
| Chiavari    | 3 - 2       | Vastese     |
| Genova      | 5 - 10      | FVG         |

### 2ª tappa
| Squadra 1   | Risultato       | Squadra 2   |
| 3ª giornata | 3ª giornata     | 3ª giornata |
| ----------- | --------------- | ----------- |
| Naxos       | 1 - 5           | Chiavari    |
| Sicilia     | 2 - 0           | Bologna     |
| Genova      | 2 - 1           | Vastese     |
| FVG         | 6 - 3           | Cagliari    |
| 4ª giornata |                 |             |
| Sicilia     | 3 - 1           | Genova      |
| Naxos       | 1 - 6           | Vastese     |
| Bologna     | 5 - 5 (3-2 dtr) | Cagliari    |
| Chiavari    | 3 - 7           | FVG         |
| 5ª giornata |                 |             |
| Cagliari    | 1 - 2           | Vastese     |
| Genova      | 3 - 2           | Chiavari    |
| FVG         | 4 - 2           | Bologna     |

### 3ª tappa
| Squadra 1   | Risultato       | Squadra 2   |
| 6ª giornata | 6ª giornata     | 6ª giornata |
| ----------- | --------------- | ----------- |
| Vastese     | 3 - 6           | FVG         |
| Bologna     | 2 - 2 (3-1 dtr) | Genova      |
| Chiavari    | 5 - 6           | Sicilia     |
| Cagliari    | 5 - 4           | Naxos       |
| 7ª giornata |                 |             |
| Cagliari    | 4 - 5           | Chiavari    |
| Genova      | 6 - 7 (dts)     | Naxos       |
| Vastese     | 2 - 6           | Bologna     |
| FVG         | 5 - 8           | Sicilia     |

### Recupero
| Squadra 1            | Risultato            | Squadra 2            |
| Recupero 5ª giornata | Recupero 5ª giornata | Recupero 5ª giornata |
| -------------------- | -------------------- | -------------------- |
| Sicilia              | 5 - 2                | Naxos                |

### Classifica
|  | Pos. | Squadra  | Pt | G | V | V+ | Vr | P | GF | GS | DR  |
|  | ---- | -------- | -- | - | - | -- | -- | - | -- | -- | --- |
|  | 1.   | FVG      | 18 | 7 | 6 | 0  | 0  | 1 | 44 | 26 | +18 |
|  | 2.   | Sicilia  | 17 | 7 | 5 | 1  | 0  | 1 | 34 | 23 | +11 |
|  | 3.   | Chiavari | 12 | 7 | 4 | 0  | 0  | 3 | 29 | 28 | +1  |
|  | 4.   | Cagliari | 9  | 7 | 3 | 0  | 0  | 4 | 29 | 31 | -2  |
|  | 5.   | Genova   | 6  | 7 | 2 | 0  | 0  | 5 | 24 | 31 | -7  |
|  | 6.   | Vastese  | 6  | 7 | 2 | 0  | 0  | 5 | 21 | 25 | -4  |
|  | 7.   | Naxos    | 5  | 7 | 1 | 1  | 0  | 5 | 26 | 36 | -10 |
|  | 8.   | Bologna  | 5  | 7 | 1 | 0  | 2  | 4 | 23 | 30 | -7  |

Legenda:
      Ammessa alla fase finale e promossa in Poule Scudetto 2024.
      Ammesse ai play-off per la conquista di un posto della Poule Scudetto 2024.
Regolamento:
Tre punti per la vittoria nei tempi regolamentari, due nel tempo supplementare, uno ai calci di rigore, zero per la sconfitta.